# Steropodon
Steropodon – wymarły rodzaj prassaka z rodziny Steropodontidae. 
Żył we wczesnej kredzie około 110 milionów lat temu w Australii. Osiągał około 35 cm długości (był jednym z największych ssaków kredy). Jego skamieniałości odkryto w Nowej Południowej Walii i jest uważany za jedne z najważniejszych odkryć Australii.
Żył w  rzekach, z których czerpał pożywienie (małe wodne zwierzęta). Prawdopodobnie najbliższym krewnym steropodona jest dziobak.
Etymologia nazwy rodzajowej: gr. στεροπη steropē „błyskawica”; οδους odous, οδοντος odontos „ząb”.